# ミンドロ島

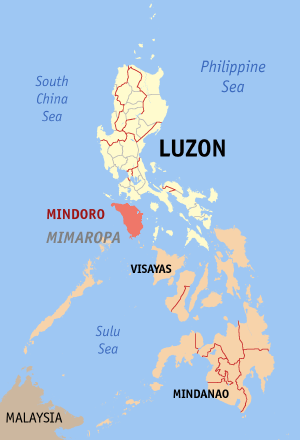
ミンドロ島（朱記）の位置

ミンドロ島（ミンドロとう、Mindoro）はフィリピンで7番目に大きな島であり、面積は9,735 km2。

## 地理

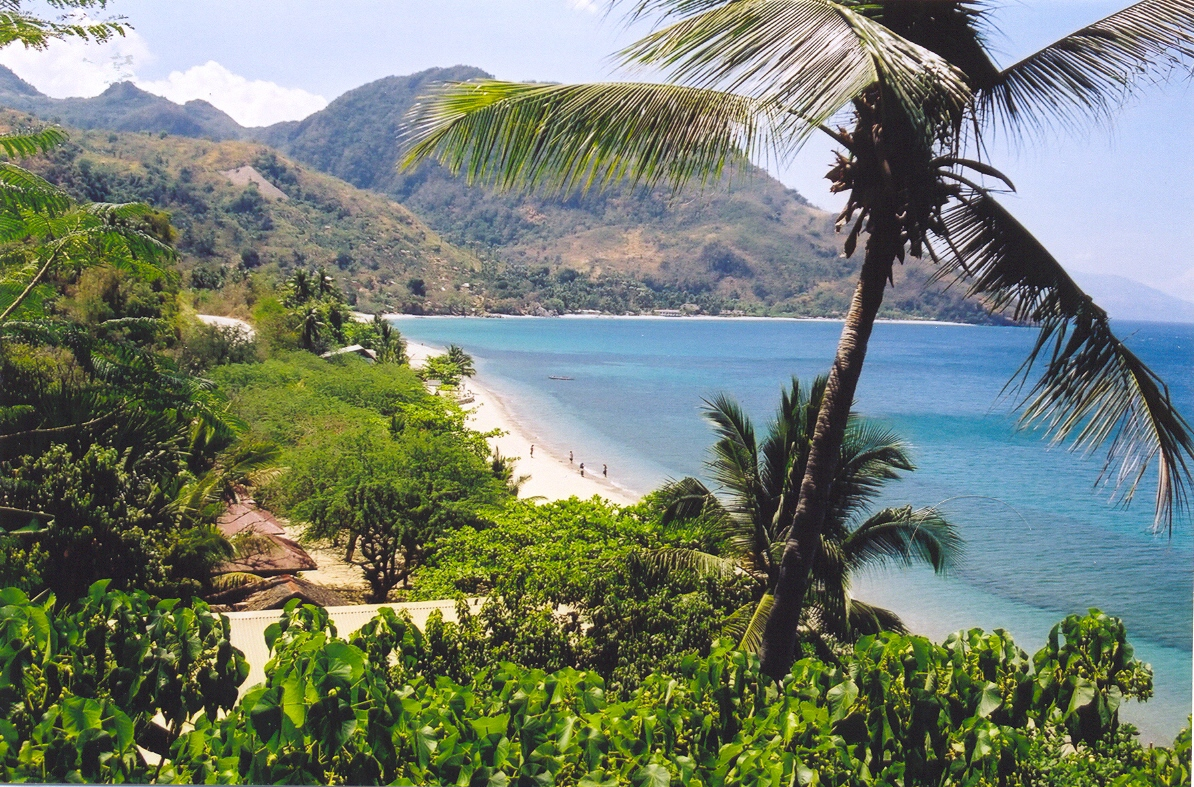
ミンドロ島の海岸

ルソン島とはベルデ島水路をはさみ南西に位置し、パラワン島とはミンドロ海峡をはさみ北東に、パナイ島とはセミララ諸島をはさんで北西に位置し、西は南シナ海、東に内海・シブヤン海がある。

## 歴史
古代中国の商人にはマイ（Ma-IまたはMait、摩逸）と呼ばれていた。スペイン人にはミナ・デ・オーロ（ Mina de Oro、意味は金鉱）と呼ばれ、これが現在の名前のもとになった。
太平洋戦争中は日本軍が占領していたが、1944年12月15日にアメリカ軍はルソン島奪回の足がかりにミンドロ島へ上陸を敢行、島は戦場と化した。海軍は上陸した米軍に打撃を与えるべく礼号作戦を実施、マンガリン湾に7隻の挺身部隊を突入させ米軍に被害を与え離脱した。これは太平洋戦争における日本軍最後の勝利となったが、戦況に大きな影響はなく、ミンドロ島の日本軍は山岳部に敗走し、飢餓と疫病、地元ゲリラとの戦闘で多くが死亡した。大岡昇平はミンドロ島で捕虜となり後にこの島を舞台とした数々の戦記小説を書いているほか、1956年になってもミンドロ島からは4人の残留日本兵が帰国している。
2022年、中華人民共和国が打ち上げた宇宙ステーション運搬ロケット長征5号B の残骸（約100 kg）が島の沖合に落下。漁業者により発見されている。

## 行政区分
以前（1921年から1950年）は全島がひとつの州であった。現在はオクシデンタル・ミンドロ州とオリエンタル・ミンドロ州の二つの州に分けられている。二つの州を分けているのは、標高2,500 mを超える山脈であり、島は全体に山がちであり特に西部のオクシデンタル・ミンドロの交通は不便である。島の北西沖にはカラヴィテ水路をはさんでルバング島など幾つかの島からなるルバング諸島が点在する。

## 経済
ミンドロ島の経済の多くは農業に依存している。米・トウモロコシなどの穀物栽培、シトラス、バナナ、ランサ、ランブータンなど非常に多い種類の果物栽培、ココナツを中心にサトウキビやピーナツなどのプランテーションなどである。また養魚場（ナマズ、サバヒー、ティラピア）、牧畜、家禽などの育成もある。林業や、大理石・銅の採掘も盛んである。
観光業も利益の大きな産業であり、アポ・リーフ国立公園、ルバング島、東海岸のビーチリゾート・プエルト・ガレラ、サバン・ビーチ、ハルコン山などが観光地である。

## 住民

### 住民
en:Tagalog people。中央山岳部には八部族からなる少数民族マンギャン族（Mangyan、またはマンニャン、マンヤン）が住んでいる。

### 言語
主な言語はタガログ語であるが、ミンドロ島のタガログ語は、南に隣接するビサヤ諸島の諸語（ビサヤ語）や、中央山岳部に住む八部族からなる少数民族マンニャン族の言語の影響が大きい方言である。フィリピン語やタグリッシュ（英語の混ざったマニラ首都圏のタガログ語）など共通語や都会語はプエルト・ガレラやカラパン市周囲で話されている。ビサヤ語やマンニャン諸語も話者が多い。ほか、ルソン島北部のイロカノ語や、いくつかの外国語（英語、福建語、わずかにスペイン語）も話す人がいる。

### 宗教
主要な宗教はキリスト教（ローマ・カトリック）である。しかし先住民であるマンニャン諸族の宗教は主にアニミズムである。

## 交通
- フィリピン・サンノゼ空港

## その他
ミンドロ島は、カラバオ（Carabao）と呼ばれる水牛と並んでフィリピンの国民的シンボルとなっている動物の一つ、小型水牛「タマラウ」のふるさとである。トヨタ自動車もフィリピンで販売するバンに「タマラウ」と名づけ、タクシー用などに好評を博していたほどである。タマラウはミンドロ島の固有種であり、水牛同様ウシ亜科に属するが絶滅の危機にある。